# 卡什佩里夫卡 (捷季耶夫區)
49°25′52″N 29°40′53″E / 49.43111°N 29.68139°E
卡什佩里夫卡（烏克蘭語：Кашперівка）是位於烏克蘭北部的村莊，由基辅州白采爾克瓦區的泰蒂伊夫市鎮負責管轄。該村面積6.56平方公里，海拔高度187米，2023年人口2,764，人口密度每平方公里562.8人。